# David II av Skottland
David II av Skottland eller David II Bruce, född 5 mars 1324, död 22 februari 1371, var kung av Skottland från den 7 juni 1329 till den 22 februari 1371.

## Biografi
David II var son till Robert I Bruce i hans andra äktenskap med Elizabeth, dotter till Richard de Burgh, 3:e earlen av Ulster.
David efterträdde sin far 1329. Sedan Edward Balliol landstigit i Skottland 1332 med Englands stöd, och i slaget vid Halidon Hill 1333 besegrat David II flydde han till Frankrike 1334. 1341 återkom han till Skottland, varifrån engelsmännen blivit fördrivna, och återtog regeringen. 1346 började han med franskt stöd krig med England, men blev slagen och tillfångatagen i slaget vid Neville's Cross samma år. 1357 återvann han friheten.
Hans återstående regering är utan viktiga tilldragelser. Vid hans död tillföll kronan enligt den gällande arvföljdsordningen Robert II, den förste skotske kungen av huset Stuart.
David II var gift med 1) Joanna (död 1362; dotter till Edvard II av England; gift med 2) Margaret, skilsmässa 1370, död 1375; dotter till Sir Malcolm Drummond.